# ديكين
ديكين (بالإنجليزية: Deakin)‏ هو مغني أمريكي، ولد في 6 يناير 1978 في أورانج في الولايات المتحدة.

## وصلات خارجية
- ديكين على موقع ميوزك برينز (الإنجليزية)
- ديكين على موقع ديسكوغز (الإنجليزية)